# Chiesa di Santa Caterina (Rovigo)
La chiesa di Santa Caterina, o in modo completo chiesa di Santa Caterina Vergine e Martire, è la parrocchiale patronale di Roverdicrè, frazione del comune italiano di Rovigo nell'omonima provincia. Appartiene al vicariato di Rovigo della diocesi di Adria-Rovigo e la sua storia inizia nel XV secolo.

## Storia

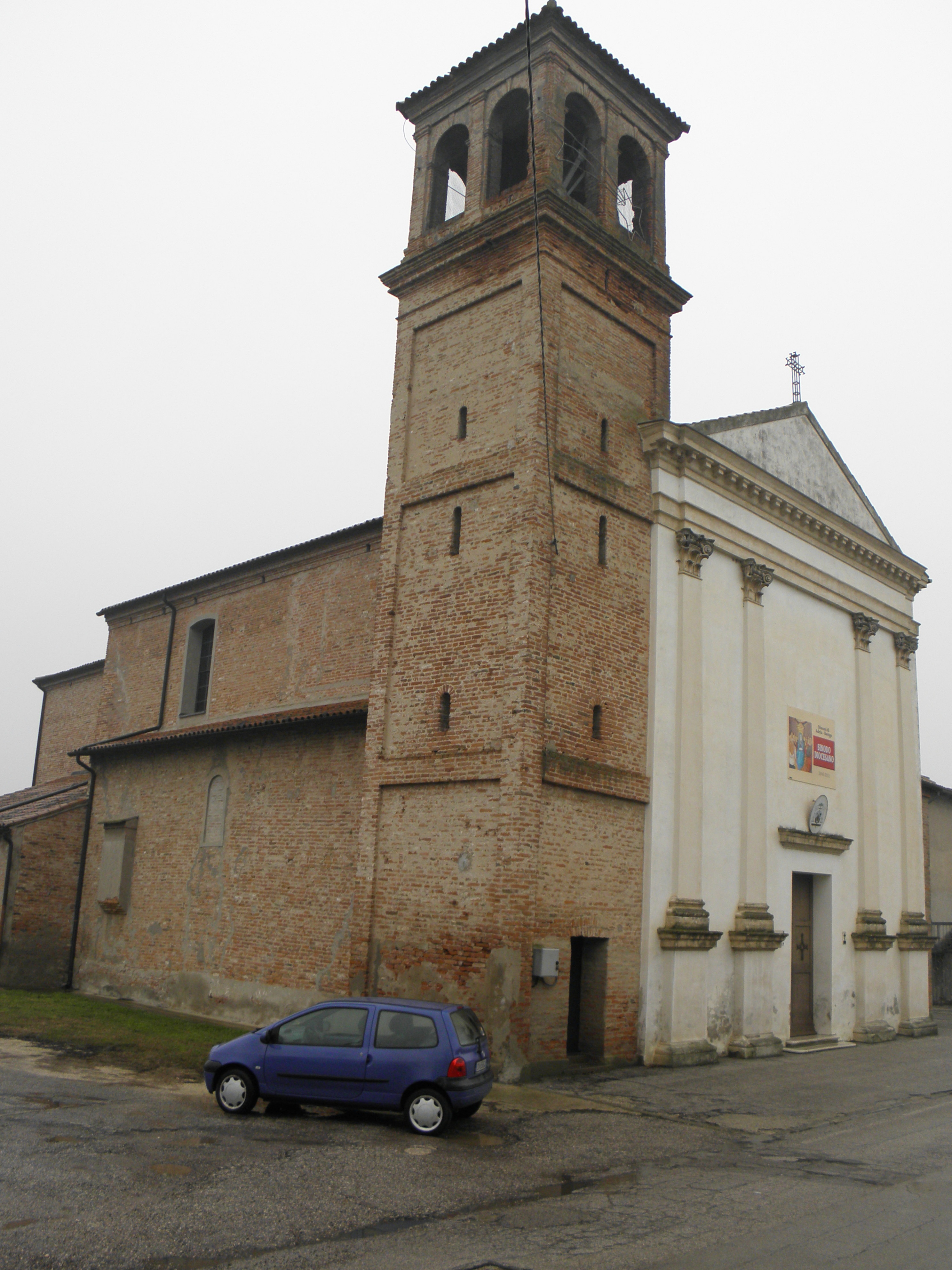
Chiesa di Santa Caterina a Roverdicrè, facciata, torre campanaria e prospetto laterale sinistro

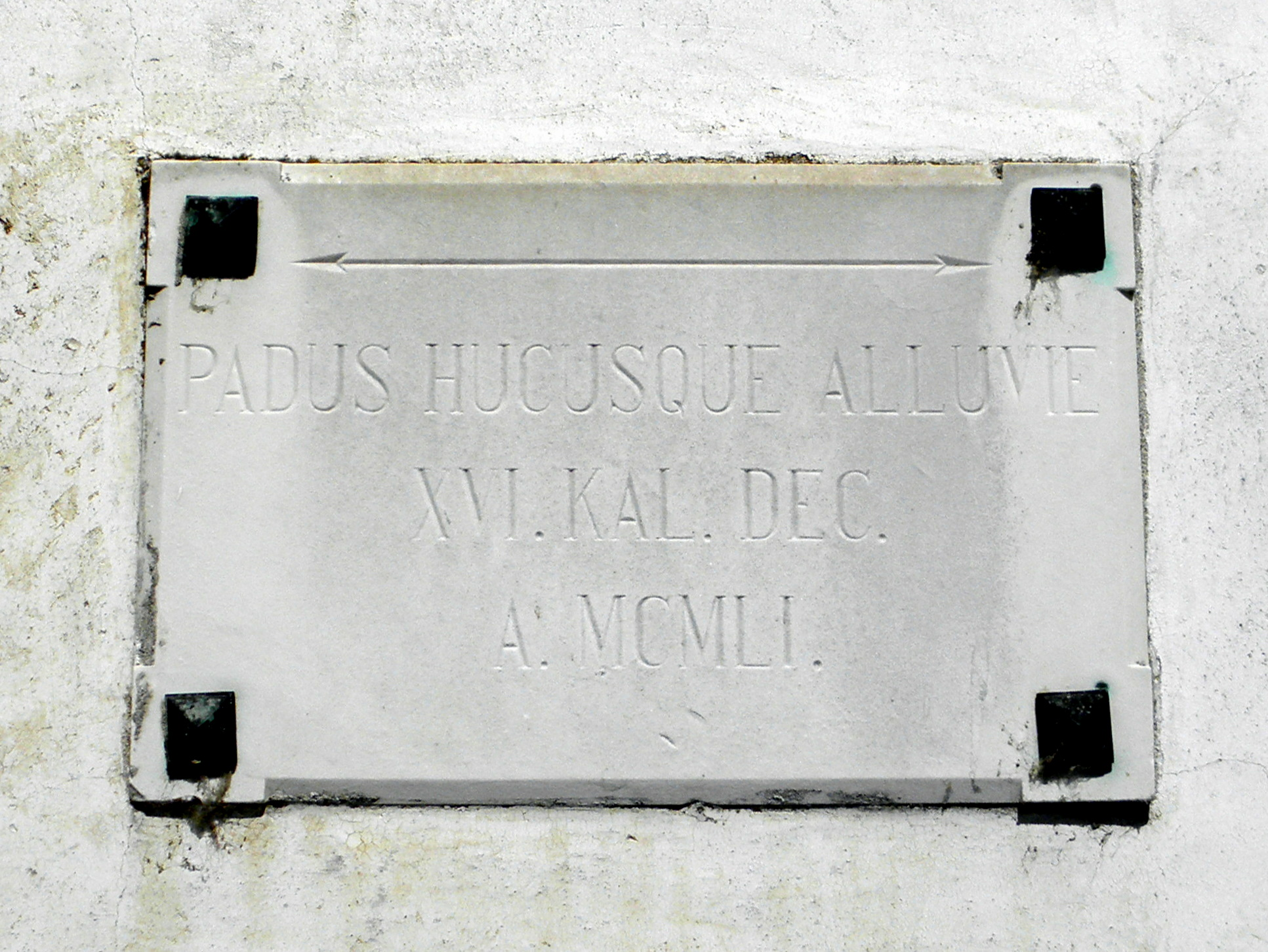
Targa posta sulla facciata di fianco all'ingresso che ricorda il livello raggiunto dal Po durante l'alluvione del Polesine del novembre 1951

Il più antico luogo di culto a Roverdicrè venne citato già attorno al XII secolo e si trattava di un piccolo oratorio fatto edificare dall'allora arciprete di Santo Stefano Manfredo che volle accogliere le esigenze dei fedeli della parte a sud ovest città, in quel momento priva di chiese vicine. Nacque subito un problema di competenze territoriali poiché il territorio interessato rientrava nella giurisdizione ecclesiastica dell'abbazia di San Cipriano di Murano che infatti aveva giurisdizione anche sulla Chiesa dei Santi Giovanni Battista e Rocco nella vicina Costa di Rovigo. Il vescovo di Padova Gerardo Offreducci da Marostica
 fu interessato della questione e dopo attento esame della situazione si pronunciò per la demolizione della parte della struttura che era stata eretta dopo l'inizio della contestazione e che per il nuovo oratorio ricostruito, definito anche come Cappella Baptisimalis, il sito scelto fosse al confine tra le due entità giuridiche parrocchiali. Secondo l'interpretazione storica fu poi quella la chiesa destinata a divenire la futura parrocchiale di Roverdicrè. La prima citazione che ci è pervenuta di questo nuovo luogo di culo risale al XV secolo quando, il 26 settembre 1445, vi si recò in visita pastorale il vescovo di Ferrara Giovanni Tavelli da Tossignano e la consacrò a Santa Caterina d'Alessandria. Nel volume Adriensis Episcopatus Memorabilia, scritto nel 1537 secolo dal vicario episcopale Giovanni Pietro Ferretti, la chiesa viene descritta come di piccole dimensioni con una sola navata, dotata di tre altari, la torre campanaria a sud e col cimitero della comunità posto attorno. Il giuspatronato appartenne prima alla famiglia nobile di Ferrara dei Calcagnini per passare in seguito a quella dei Pisani di Venezia. All'inizio del XVII secolo la piccola chiesa risultò in cattive condizioni e fu necessario un intervento per il suo restauro che comprese anche la posa di due nuovi altari nella sala. La situazione geopolitica, con la ritirata dell'esercito imperiale austriaco davanti all'avanzata delle forze del Regno d'Italia provocò la demolizione del luogo di culto perché, nel 1864, gli austriaci la ritenevano un ostacolo per la visuale del fronte. Nello stesso momento venne distrutta anche la fortificazione locale di Roverdicrè della quale non restano tracce. Nel 1669 venne aperto il cantiere per la sua ricostruzione che comportò notevoli modifiche rispetto alla situazione precedente. A cantiere chiuso, nel 1720, la nuova chiesa risultò avere orientamento opposto, maggiore ampiezza nella sala che fu dotata di cinque altari, un nuovo coro e una nuova sagrestia. La solenne consacrazione del tempio ricostruito fu celebrata solo nel 1947 dal vescovo di adria Guido Maria Mazzocco. La chiesa parrocchiale di Roverdicrè è stata inserita nell'elenco dei beni sottoposti a vincoli architettonici dalla Soprintendenza Archeologia, Belle Arti e Paesaggio per le province di Verona, Rovigo e Vicenza dal 24 giugno 2013.

## Descrizione

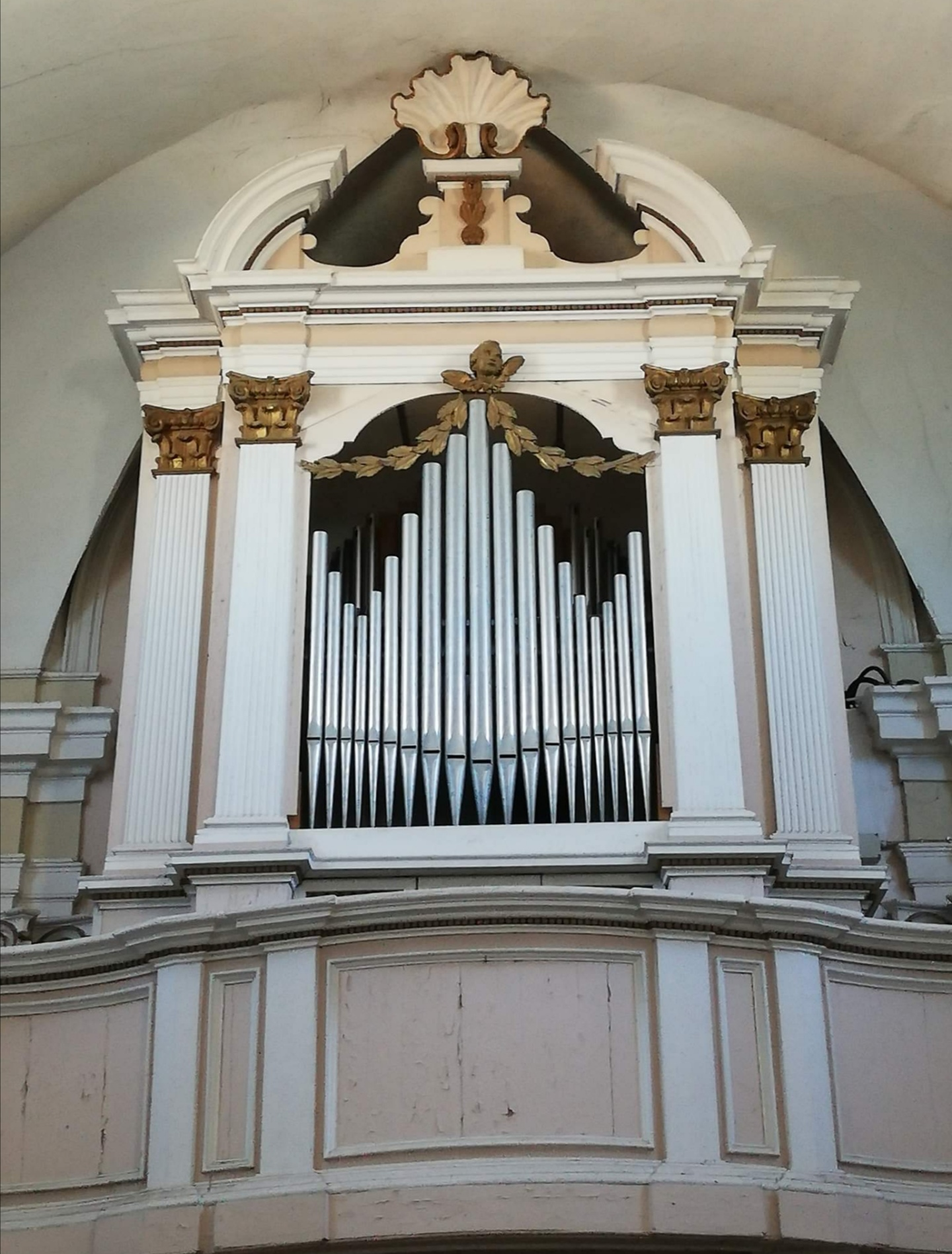
Cantoria in controfacciata con organo a canne della ditta Michelotto organi

### Esterni
La chiesa si trova a Roverdicrè, frazione del comune italiano di Rovigo nell'omonima provincia.	Mostra orientamento verso ovest. La facciata a capanna in stile neoclassico palladiano è caratterizzata da quattro grandi lesene di ordine corinzio che reggono il frontone ed è rifinita ad intonaco. Il portale di accesso è architravato. Nei prospetti laterali sono poste finestre a monofora che portano luce alla sala. La copertura del tetto a due falde è in coppi di laterizio. La torre campanaria si trova in posizione avanzata sulla sinistra, addossata alla chiesa. La cella campanaria si apre con quattro coppie di finestre a monofora ed è sormontata dal tetto a quattro falde.

### Interni
La sala è di tipo basilicale con una sola navata ampliata da quattro cappelle laterali ognuna dotata di altare. La copertura è con volta a botte. Alla controfacciata si appoggia la cantoria in legno dalla sporgenza curvilinea con l'organo a canne. Attraverso l'arco santo si accede al presbiterio leggermente rialzato. L'abside a pianta semipoligonale è coperta da una volta a vela. L'adeguamento liturgico è stato realizzato entro il XX secolo con la posa della mensa verso il popolo in marmo.